# Bannes (Haute-Marne)
Bannes település Franciaországban, Haute-Marne megyében. Lakosainak száma 364 fő (2022. január 1.). Bannes Neuilly-l’Évêque, Orbigny-au-Val, Peigney, Champigny-lès-Langres, Changey és Charmes községekkel határos.

## Népesség
A település népességének változása:
| Lakosok száma | 265  | 393  | 395  | 395  | 384  | 379  | 372  | 370  | 366  | 364  |
|               | 1968 | 1990 | 2006 | 2011 | 2015 | 2016 | 2018 | 2019 | 2021 | 2022 |